# Rinaldo Santana dos Santos
Rinaldo Santana dos Santos, mais conhecido como Rinaldo, (Rio Piracicaba, 24 de agosto de 1975) é um ex-futebolista brasileiro que atuava como atacante.
Dentre os clubes que defendeu estão América-MG, Atlético-MG, Atlético-PR, Paraná, São Caetano, Guarani-SP, Fortaleza, FC Seoul, Sport, Goiás e América-RN.
É considerado um dos dois maiores goleadores em uma só partida do Clássico-Rei, juntamente com Clayton Maranhense, tendo marcado quatro gols numa vitória do Fortaleza sobre o Ceará por 6 a 3. A partida foi realizada no dia 29 de fevereiro de 2006, na disputa do Campeonato Cearense daquele ano.
É o maior artilheiro do Fortaleza em campeonatos nacionais, com 43 gols marcados nas Séries A e B, e também o maior artilheiro tricolor em edições da Série A (27 gols). Tem 108 gols com a camisa do Fortaleza, sendo o segundo maior artilheiro da história do clube só atrás de Clodoaldo, com 126 gols.
Em 2014, acertou com o Quixadá. Após a equipe do Quixadá não ter mais jogo, acertou com o Nova Russas, para disputar a 2ª divisão do Cearense.

## Títulos
Fortaleza
- Campeonato Cearense: 2004, 2007 e 2010.

América-MG
- Campeonato Brasileiro - Série B: 1997
- Copa Sul-Minas: 2000.

## Artilharias
Fortaleza
- Campeonato Brasileiro de Futebol - Série B: 2004 (14 gols)
- Campeonato Cearense de Futebol: 2006 (19 gols) e 2007 (14 gols).